# Burn Notice
Burn Notice (llamada Último Aviso en España, Atrapado en Miami en Venezuela y Operación Miami para el resto de Hispanoamérica) es una serie de televisión estadounidense creada por Matt Nix. La serie se estrenó el 28 de junio de 2007 en USA Network, y en julio de 2009 fue renovada por una cuarta temporada a estrenar en junio de 2010. El 15 de abril de 2010, USA Network renovó a la serie por otras dos temporadas (temporadas 5 y 6).

## Sinopsis
Mientras está en medio de una peligrosa misión en Nigeria, el espía Michael Westen (Jeffrey Donovan), hace una llamada para cerrar un trato, y de la nada le dicen que está "quemado". Michael es llevado de regreso a Miami (ciudad en la que creció), lo colocan en todas las listas negras gubernamentales, congelan sus cuentas bancarias, y borran su pasado.
Cuando un espía es despedido, no recibe una carta del departamento de recursos humanos, sino que le envían una nota a todos los demás, para quemar todo lo referente al agente en cuestión. Es la peor pesadilla de todo espía, quedar expuesto y sin protección de una agencia que le respalde, a merced de la sed de venganza de todos aquellos a los que enojó durante toda su carrera.
Sin tener ni idea de por qué o quién ha decidido retirarle, sin pasado ni dinero, e incapaz de utilizar sus contactos habituales y obligado a no dejar la ciudad, pondrá su entrenamiento en operaciones especiales al servicio de otros que necesiten ayudar con problemas difíciles de resolver. De esta manera, podrá cubrir los costes de su investigación personal en paralelo. Está decidido a averiguar la razón de su súbito despido, y tal vez encontrar la manera de volver a reintegrarse en la agencia a la que pertenecía.
El pasado de Michael es el de un agente encubierto, con diez años sirviendo a su país (EE. UU.), trabajando en Europa del Este y los países de la OPEP.
Cuenta con la ayuda de su exnovia Fiona, exmiembro del IRA, experta en explosivos y armas pesadas; y un viejo amigo que inicialmente informa sobre él al FBI, Sam Axe, exmiembro de las fuerzas especiales SEAL.
En la cuarta temporada se suma un nuevo personaje habitual: Jesse, quien es "quemado" como consecuencia de una operación de Michael, pero termina sumándose al equipo.

## Formato
Cada capítulo consta de cuarenta minutos de duración aproximadamente. Cuenta con algunas intervenciones del protagonista narrando "en off" que contextualiza a modo de anticipación lo que pasará, o bien da información relevante sobre el mundo del espionaje, tácticas y estrategias de engaño..La acción consiste en alguien que tiene un problema y se encuentra en una situación desesperada (alguna organización criminal, secuestradores, ladrones, estafas, o ex-espías). Michael y su grupo debe organizar un plan que generalmente requiere de: contactos del bajo-mundo, asumir falsas identidades, contabilidad fantasma, dispositivos de espionaje como micrófonos y rastreadores satelitales, persecuciones en automóviles, armas y explosivos; para engañar, influir, o re-estafar al malo de turno (estafador, ladrón, secuestrador, hacker, narcotraficante). Los planes suelen complicarse, pero finalmente triunfa el bien.
Paralelamente se va conociendo más de la vida pasada (y familiar) del protagonista, o de algún otro de los personajes, así como también se avanza en la trama principal de la situación de despido de Michael.

## Reparto
| Actor           | Personaje       | Descripción |
| --------------- | --------------- | --- |
| Jeffrey Donovan | Michael Westen  | El personaje principal. Tiene una gran fama de espía temible y altamente eficaz. La gente que se presenta de su pasado lo conocen como despiadado y brutal, pero el nuevo Michael tiene un sentido del bien y la justicia que hace que reniegue un poco de eso, pero cuando le es útil lo reflota para su favor. Es cínico por experiencia, pero a veces revela un lado más blando (como con gente abusada). Tiene dos cinturones negros (uno en karate y otro en aikido). Habla varios idiomas (sobre todo ruso y kurdo). Nunca se casó ni tuvo hijos, aunque sí estuvo comprometido y a punto de casarse una vez. Su comida favorita es el yogur, que come en alguna ocasión en cada episodio. Después de haber sido despedido de su trabajo de espía, se ve obligado a mantener un perfil bajo en la ciudad de Miami, y a improvisar nuevas tareas para poder obtener dinero, utilizando todas las habilidades que aprendió en sus años trabajando de espía. |
| Gabrielle Anwar | Fiona Glenanne  | Una exintegrante de IRA . Experta en explosivos y armas pesadas, se gana la vida como traficante de armas. Conoció a Michael durante una de sus operaciones encubiertas, se enamoraron y tuvieron una relación durante un tiempo, pero luego Michael la abandonó súbitamente. Ahora en Miami, trata de ayudarlo con su plan de volver al espionaje (aunque no esté de acuerdo con esa decisión). |
| Bruce Campbell  | Sam Axe         | Exmiembro SEAL de la Marina (por lo cual tiene un tatuaje en el brazo derecho). En la primera temporada vive de su pensión y de los favores que consigue cautivando mujeres adineradas, al tiempo que es el informante de las actividades de Michael para el FBI. Luego, tiene algunas relaciones serias que se ven frustradas porque prefiere ser leal a los planes de su amigo, y se despega del FBI como informante. Él es el contacto con "el sistema" para conseguir información o identidades falsas para hacer funcionar el plan. Sam usa como alias "Charles (o 'Chuck') Finley". En el telefilme "La caída de Sam Axe" se narra su historia. |
| Sharon Gless    | Madeline Westen | Viuda, casada con el padre de Mike y que durante muchos años sufrió el maltrato de su marido y durante varios episodios, se siente culpable de no haber alejado a sus hijos de un hogar violento. Es la madre de Michael y "Nate" (hermano menor). La típica jubilada de Miami, que vivía sola sin saber de su hijo durante años, recibe a Mike en su cochera los primeros capítulos, aunque al principio no aprueba las actividades de su hijo, poco a poco empieza a colaborar con el equipo de Michael para lograr hacer funcionar el plan. Cree en los valores familiares, y se preocupa mucho por sus hijos. Fumadora empedernida. |
| Seth Peterson   | Nate Westen     | Hermano menor de Michael. El típico hermano al cual hay que sacarlo de los problemas en que él mismo se mete. En la cuarta temporada se enamora a primera vista durante una visita de negocios en Las Vegas, luego tiene un hijo. Es asesinado por el mentor de Michael durante una operación contra Hanson. |
| Coby Bell       | Jesse Porter    | Un experto en contra-inteligencia a quien Michael involuntarimente "quemó" cuando le encargaron buscar unos archivos clasificados sobre un terrorista en el que Jesse trabajaba. Él fue a Michael por ayuda, esperando poder encontrar y matar a la gente que lo quemó. Finalmente se entera de la operación encubierta de Michael, y brevemente consideró matarlo, pero gradualmente vuelve a participar del equipo y lentamente se reconcilia. Logran reinstalar a Jesse en su antiguo trabajo, pero ya no lo tolera, y comienza a trabajar en una empresa de seguridad privada, por lo que cada tanto requiere alguna ayuda extra de parte del equipo. Hasta que finalmente se reintegra al equipo, da todo por el equipo. |

## Episodios
| Temporada | Temporada | Episodios | Episodios | Emisión original    | Emisión original         |
| Temporada | Temporada | Episodios | Episodios | Primera emisión     | Última emisión           |
| --------- | --------- | --------- | --------- | ------------------- | ------------------------ |
|           | 1         | 12        | 12        | 28 de junio de 2007 | 20 de septiembre de 2007 |
|           | 2         | 16        | 16        | 10 de julio de 2008 | 5 de marzo de 2009       |
|           | 3         | 16        | 16        | 4 de junio de 2009  | 4 de marzo de 2010       |
|           | 4         | 18        | 18        | 3 de junio de 2010  | 16 de diciembre de 2010  |
|           | 5         | 18        | 18        | 23 de junio de 2011 | 15 de diciembre de 2011  |
|           | 6         | 18        | 18        | 14 de junio de 2012 | 20 de diciembre de 2012  |
|           | 7         | 13        | 13        | 6 de junio de 2013  | 12 de septiembre de 2013 |
|           | Película  | Película  | Película  | 17 de abril de 2011 | 17 de abril de 2011      |

## Canal de Emisión Internacional
| País           | Emisor                                            |
| -------------- | ------------------------------------------------- |
| Colombia       | FX                                                |
| Chile          | FX                                                |
| Perú           | FX                                                |
| Estados Unidos | USA Network (canal original)                      |
| España         | FOX Crime, Cuatro                                 |
| Argentina      | FX Telefe                                         |
| Ecuador        | FX y Teleamazonas                                 |
| México         | CanalFX                                           |
| Venezuela      | CanalFX                                           |
| Uruguay        | FX, Monte Carlo TV                                |
| Paraguay       | FX                                                |
| Brasil         | FX (señal independiente) y Sky Brasil (Canal 134) |